# (339486) Raimeux
(339486) Raimeux est un astéroïde de la ceinture principale.

## Description
(339486) Raimeux est un astéroïde de la ceinture principale. Il fut découvert le 3 avril 2005 à Vicques (Jura) par Michel Ory. Il présente une orbite caractérisée par un demi-grand axe de 2,84 UA, une excentricité de 0,05 et une inclinaison de 7,3° par rapport à l'écliptique.

## Compléments